# 美洲苦木科
美洲苦木科（學名：Picramniaceae）又名夷苦木科，为美洲苦木目（Picramniales）下唯一的科，約有3属约53种，生长在中美洲和南美洲的安第斯山区至亞馬遜盆地等等。

## 形態
本科植物为乔木或灌木，单叶互生，无托叶；花小，花瓣3-5数；果实为浆果或蒴果。

## 分類
1981年的克朗奎斯特分类法将其列在苦木科中，属于无患子目，1998年根据基因亲缘关系分类的APG 分类法认为应该单独分出一个科，但无法列在任何一个目中，直接放到蔷薇分支之下。2009年发表的APG III 分类法将本科單獨置于美洲苦木目下。

### 內部分類
本科包含三個屬，如下：
- 美洲臭椿屬 Alvaradoa  Liebm., 1853
- 檬苦木屬 Nothotalisia  W.W.Thomas, 2011
- 美洲苦木屬 Picramnia  Sw., 1788